# Monstrilla spinosa
Monstrilla spinosa är en kräftdjursart som beskrevs av Mungo Park 1967. Monstrilla spinosa ingår i släktet Monstrilla och familjen Monstrillidae. Inga underarter finns listade i Catalogue of Life.